# ジョーダン・マティアス
ジョーダン・マティアス（Jordan Matyas、1993年7月2日 - ）は、アメリカ合衆国の女子ラグビー選手。

## プロフィール
- アメリカ・ネバダ州ラスベガス出身[1]。
- ポジションはプロップ(PR)。
- 身長 180cm、体重 82kg

## 略歴
2021年、東京五輪の7人制女子アメリカ代表に選ばれた。